# Pietro Marchelli
Pietro Marchelli (Reggio nell'Emilia, 9 marzo 1806 – Quattro Castella, 29 ottobre 1874) è stato un architetto italiano.

## Biografia
Figlio di Domenico, architetto di origini lombarde, e della reggiana Teresa Corghi, Pietro Marchelli si laureò in matematica all'Università di Modena nel 1830, ma decise di seguire le orme paterne, che affiancò al genio civile, dove fu assunto, fino a rimpiazzarlo quando Domenico morì nel 1832. 
Tra le opere più importanti si elencano il rifacimento del Palazzo Ducale di Reggio, la costruzione del Foro Boario e della Sinagoga cittadina, inaugurata nel 1858 - allo stesso modo in cui il padre aveva lavorato alla sinagoga di Correggio, oltre che per la famiglia Levi nella sontuosa omonima  Villa.
Nella propria città inoltre Pietro restaurò numerosi edifici pubblici e privati, e alcune chiese. 
Fu nominato dal duca Francesco V capitano della milizia e ispettore del Palazzo Ducale; inoltre ricoprì l'incarico di consigliere comunale e di professore di architettura presso la scuola di Belle Arti di Reggio.

## Opere
- Palazzo del Capitano del Popolo (1829 restauro)
- Chiesa di San Domenico (1833-1835, restauro)
- Porta Castello (1836, restauro)
- Ex convento di Santa Caterina (1837, restauro)
- Palazzo dell'Intendenza di Finanza (1839)
- Palazzo Carmi (1839)
- Palazzo della Dogana (1839, restauro)
- Portici del teatro Ariosto (1839)
- Palazzo Guicciardi (1840-1850, restauro)
- Ricovero di Mendicità (1841, restauro)
- Sistemazione dell'isolato Guasco (1842)
- Palazzo Corbelli (1844, facciata)
- Palazzo Ducale (1839-1845, restauro)
- Foro Boario (1845-1852)
- Chiesa di San Francesco 1856-1857, restauro
- Tempio maggiore Israelitico (1857-1858)
- Palazzo dei Canonici (restauro)
- Palazzo Rangone (restauro)
- Palazzo Spalletti-Trivelli (restauro)